# Aaron Ramsdale
Aaron Christopher Ramsdale (født 14. maj 1998) er en engelsk professionel fodboldspiller, som spiller for Premier League-klubben Newcastle United på leje fra Southampton F.C. og Englands landshold.

## Klubkarriere

### Sheffield United
Ramsdale kom igennem Sheffield Uniteds ungdomsakademi. Han gjorde sin professionelle debut for klubben i november 2016.

### Bournemouth
Ramsdale skiftede i januar 2017 til AFC Bournemouth.

#### Lejeaftaler
Ramsdale blev i januar 2018 udlejet til Chesterfield, og blev igen i januar 2019 udlejet Wimbledon.

#### Gennembrud
Ramsdale fik sit gennembrud på Bournemouths førstehold i 2019-20 sæsonen. Han imponerede stort i sin første sæson som Bournemouths førstevalgsmålmand, og han blev efter sæsonen kåret som årets spiller i klubben. Han kunne dog ikke rede holdet fra nedrykning i sæsonen.

### Sheffield United retur
Ramsdale skiftede tilbage til Sheffield United i august 2020. 2020-21 sæsonen var meget det samme for Ramsdale, som igen imponerede, og igen blev kåret som årets spiller i klubben, men igen var det ikke nok til at rede klubben fra nedrykning.

### Arsenal
Ramsdale skiftede i august 2021 til Arsenal. Ramsdale blev oprindeligt hentet til at være andenvalgsmålmand bag Bernd Leno, men efter en dårlig start på sæsonen, besluttede træner Mikel Arteta at sætte Leno på bænken og gav Ramsdale pladsen som førstevalg. Dette viste sig at være en god beslutning, da Ramsdale imponerede stort og etablerede sig klart som holdets førstevalgsmålmand. Han blev i 2022-23 sæsonen inkluderet på årets hold i Premier League.
På trods af, at Ramsdale havde været på årets hold i den forrige sæson, så hentede Arsenal forud for 2023-24 sæsonen endnu en målmand i David Raya. I de første måneder af sæsonen roterede de to målmænd, men herefter blev Raya etableret som førstevalg, og Ramsdale reduceret til andetvalg.

### Southampton
Ramsdale skiftede i august 2024 til Southampton.

## Landsholdskarriere

### Ungdomslandshold
Ramsdale har repræsenteret England på flere ungdomsniveauer. Han var del af Englands U/19-trup, som vandt U/19-Europamesterskabet i 2017.

### Seniorlandshold
Ramsdale debuterede for Englands landshold den 15. november 2021. Han var oprindeligt ikke del af Englands trup til EM 2020, men efter en skade til Dean Henderson, blev han indkaldt til truppen.

## Titler
Arsenal
- FA Community Shield: 1 (2023)

England U/19
- U/19-Europamesterskabet: 1 (2017)

England U/21
- Tournoi Espoirs de Toulon: 1 (2018)

Individuelle
- Sheffield United Årets spiller: 1 (2020-21)
- Sheffield United Årets unge spiller: 1 (2020-21)
- Premier League Årets hold: 1 (2022-23)